# Лос-Сантос (провинция)
Лос-Сантос (исп. Los Santos) — одна из провинций Панамы. Административный центр — город Лас-Таблас.

## География
Площадь провинции составляет 3805 км². Расположена на юге центральной части страны, на востоке полуострова Асуэро. Граничит с провинциями Верагуас (на юго-западе) и Эррера (на северо-западе). На юге и юго-востоке омывается водами Тихого океана, на северо-востоке — водами Панамского залива.

## Население
Население провинции по данным на 2010 год составляет 89 592 человека. Плотность населения — 23,55 чел./км². Лос-Сантос — одна из наиболее «испанизированных» провинций Панамы. Примерно 65 % населения составляют белые, 1,42 % — лица африканского происхождения и 0,73 % — индейцы; оставшаяся часть населения представлена преимущественно метисами.

## Административное деление

Административная карта провинции Лос-Сантос

В административном отношении подразделяется на 7 округов:
- Гуараре
- Лас-Таблас
- Лос-Сантос
- Макаракас
- Педаси
- Покри
- Тоноси

## Экономика
Экономика основана преимущественно на сельском хозяйстве. Основные с/х культуры, выращиваемые в провинции — кукуруза, рис, кофе и сахарный тростник. Имеют место животноводство и торговля.